# Reseda media
Reseda media är en resedaväxtart som beskrevs av Mariano Lagasca y Segura. Reseda media ingår i släktet resedor, och familjen resedaväxter. Inga underarter finns listade i Catalogue of Life.